# Ши Пэйпу
Ши Пэйпу́ (кит. трад. 時佩璞, упр. 时佩璞, пиньинь Shí Pèipú; 21 декабря 1938 — 30 июня 2009) — китайский оперный певец и агент спецслужб КНР.

## Биография
Отец Ши Пэйпу был преподавателем в училище, мать работала учительницей. Вместе с ним в семье росли две старшие сестры. Ши Пэйпу родился в провинции Шаньдун, но из-за начала войны с Японией семья была вынуждена эвакуироваться в юго-западную часть страны, и он вырос в юньнаньском Куньмине, где выучил французский язык и окончил Куньминский университет со степенью по литературе. К 17 годам Ши Пэйпу приобрёл некоторую известность как артист Пекинской оперы. В 20 лет написал несколько пьес на пролетарскую тематику, был членом Союза писателей Пекина.
На рождественском празднике 1964 года он познакомился с двадцатилетним французским дипломатом Бернаром Бурсико (фр. Bernard Boursicot), сотрудником только что открывшегося в Пекине французского посольства. Позже, нанявшись преподавать китайский язык членам семей работников посольства, Ши рассказал Бурсико, что он был якобы певицей Пекинской оперы, вынужденной наряжаться в мужское платье из-за желания её отца иметь сына. У них начался роман, а затем и мимолётные сексуальные отношения, в течение которых Бурсико сохранял уверенность, что имеет дело с женщиной, списывая «скромность» Ши в отношении собственного тела на особенности китайского воспитания. В декабре 1965 года Ши заявил Бурсико о своей «беременности». В ходе одной из их последовавших редких встреч Ши рассказал ему, что якобы родившийся мальчик отослан из-за начавшейся Культурной революции в некое безопасное место на границе с СССР. Через четыре года Ши представил Бурсико этого «сына», в действительности купленного им у некоего врача из Синьцзяна. В последующее десятилетие свидания Ши и Бурсико стали эпизодическими в связи с назначениями Бурсико на другие должности во французских посольствах в Азии.
Когда об отношениях Ши и Бурсико узнали спецслужбы КНР, они потребовали от Бурсико передавать им посольскую документацию. Всего за время службы Бурсико в Пекине в 1969—1972 и в Улан-Баторе (МНР) в 1977—1979 годах им было передано более 500 документов.
После отставки Бурсико в 1979 году он вернулся во Францию, однако в 1982 году смог оформить визу и перебрался в Париж вместе со своим шестнадцатилетним «сыном»-уйгуром. Это обстоятельство привлекло внимание французской контрразведки, и 30 июня 1983 года Бурсико и Ши были арестованы по подозрению в шпионаже в пользу Китая. Бурсико признал факт передачи документов, оправдывая это тем, что лишь так он мог сохранить жизнь «матери своего сына». Узнав наконец об истинном поле Ши, Бурсико до последнего момента отказывался в это верить, а убедившись, совершил неудачную попытку самоубийства. В ходе следствия Ши Пэйпу заявлял, что не скрывал свой пол намеренно, и не рассказал о нём Бурсико лишь потому, что тот не спрашивал. Относительно причастности к шпионажу он говорил следующее:
Я не знал, что мой друг Бернар Бурсико передавал документы китайским властям, и особенно некоему человеку по фамилии Кань, с которым он встречался в моём пекинском доме в моё отсутствие и без моего ведома.
История стала достоянием французской прессы. В 1986 году Ши и Бурсико были приговорены к 6 годам заключения за шпионаж. В апреле 1987 года Ши был помилован «из-за глупости и незначительности дела» президентом Миттераном в ходе предпринимавшихся попыток наладить взаимоотношения с КНР. В качестве примера незначительности материалов приводилось в пример переданное сообщение о том, что, например, улан-баторский Драматический театр ставит Кармен и нуждается в художниках и костюмерах. После своего освобождения Ши остался в Париже и пел в опере.
Бурсико утверждал, что после своего выхода из тюрьмы, поддерживал общение с Ши. Ши нравилось быть популярным, однако он не любил рассказывать о своих отношениях с мистером Бурсико, в особенности о сексуальных подробностях. В интервью 1988 года он заявил:
Раньше я очаровывал и мужчин, и женщин... То, кем я был, и то, кем были они, неважно.
Ши скончался в Париже 30 июня 2009 года.

## В искусстве
- В 1988 году американский драматург Д.Г. Хван написал пьесу «М. Баттерфляй» (англ. M. Butterfly), отсылающую к «Мадам Баттерфляй» Пуччини, в которой Сунь Лилинь, китайский оперный певец и шпион, воплощает судьбу Ши[3].
- В российском спектакле по этой пьесе, поставленном в 1992 году Романом Виктюком, главную роль сыграл оперный певец Эрик Курмангалиев.
- В 1993 году Дэвид Кроненберг экранизировал эту пьесу в одноимённом фильме с Джоном Лоуном в главной роли.